# Momisis melanura
Momisis melanura es una especie de escarabajo longicornio del género Momisis, tribu Astathini, subfamilia Lamiinae. Fue descrita científicamente por Gahan en 1901.
La especie se mantiene activa durante los meses de enero y febrero.

## Descripción
Mide 8-13 milímetros de longitud.

## Distribución
Se distribuye por Australia.